# Estigmergia

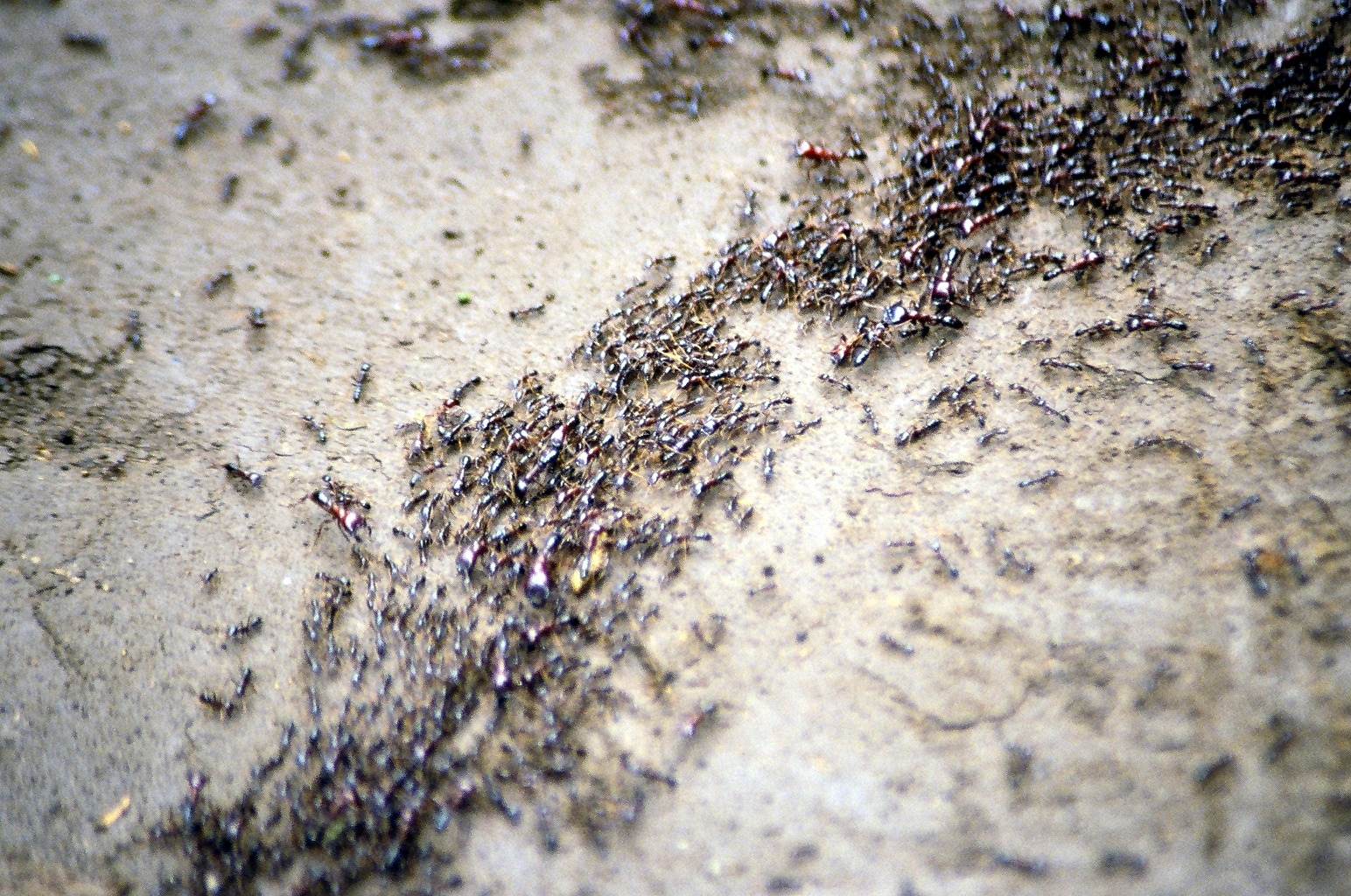
Os caminhos seguidos pelas formigas são assinalados por feromonas.

A estigmergia é um método de comunicação indireta no contexto de um sistema emergente (complexo) auto-organizado onde os diversos componentes, denominados agentes, comunicam e colaboram entre si. 
O conceito de estigmergia foi introduzido por Pierre-Paul Grassé, um mirmecólogo, para explicar como estas realizavam as tarefas sendo insetos sociais sem necessidade de planeamento ou de gestão centralizada.

## Computação
O conceito de estigmergia foi aplicado a uma série de algoritmos computacionais que integram a inteligência artificial; em geral, estes algoritmos iterativos denominam-se otimização por colônia de formigas (OCF), em especial para resolver problemas de otimização combinatória, criando uma espécie de colônia de formigas artificiais, agentes ou elementos computacionais simples que trabalham em cooperação e comunicam através de rastros (ou seja, os grafos de caminhos percorridos).